# Dacus vertebratus
Dacus vertebratus är en tvåvingeart som beskrevs av Mario Bezzi 1908. Dacus vertebratus ingår i släktet Dacus och familjen borrflugor. Inga underarter finns listade i Catalogue of Life.